# Padre Noguera
Padre Noguera é um município da Venezuela localizado no estado de Mérida.
A capital do município é a cidade de Santa María de Caparo.